# 澳門巴士18路線
澳門巴士18路線是由澳巴經營，往返牧場街和媽閣的巴士路線。

## 簡介及歷史
- 1987年9月18日，因應澳葡政府實施「大巴行大路，小巴行小路」的政策，澳巴開辦本線，以填補有關道路的交通空白。當天澳巴董事長吳福、亞視藝員朱慧珊和王偉為其舉行剪綵儀式。同時還派發免費乘車券給乘客，憑證可免費乘坐澳巴的澳門市區巴士線（10、12、17和本線）乙次。

- 1994年8月，由循環線改為雙向線，並由螺絲山延長至關閘。

- 1996年8月，改經東華、建華、海濱一帶，去程不再途經黑沙環馬路、三角花園，回程不再途經提督馬路、高士德。

- 2005年2月1日，獲土地工務運輸局批准，延伸行程至澳門旅遊塔。

- 2007年10月20日起，新增停靠「南灣湖景大馬路」站，以方便往來南灣湖水上活動中心的市民。[1][2]

- 2009年4月26日，交通事務局實施的第二階段巴士路線調整中，取消停靠「祐漢公園」、「永康街／麗華」和「福泰工業大廈」站。[3]

- 2011年8月1日，本線改由維澳蓮運經營。

- 2014年7月1日，本線改由新時代經營。

- 2015年6月12日起，本線改經新雅馬路與慕拉士大馬路連接通道，取消停靠「慕拉士／飛通大廈」站。[4][5]

- 2016年4月23日，取消停靠「媽閣廟前地」、「河邊新街／媽閣」站，改停靠「河邊新街／凱泉灣」站。[6]

- 2016年11月5日，因重整祐漢區巴士站點分佈及路線行程，取消停靠「看台街／中銀」站。[7]

- 2016年12月10日，為加快巴士周轉，改經祐漢第六街、拱形馬路後直接前往巴波沙大馬路，取消停靠「長壽馬路」、「看台街／騎士馬路」站，改停靠新設的「祐漢第六街」站。 [8]

- 2017年4月22日，取消停靠「慕拉士／發電廠」、「東北大馬路／海濱」站，改停靠新設的「東北大馬路／南澳」站。

- 2017年8月5日，新增停靠新設的「初級法院刑事大樓」臨時站。[9]

- 2017年8月23日，颱風天鴿襲澳，關閘總站受到嚴重風暴潮破壞，本線總站一度遷往「祐漢第二街」。[10]

- 2017年9月25日，本線以位於新華學校旁的永定街作臨時總站。

- 2017年9月30日，上述臨時總站正式命名為「永定街」。

- 2018年4月28日，總站由「永定街」站遷至「牧場街總站」；新增停靠「馬場海邊馬路」站。[11]

- 2018年6月30日，因新馬路排水系統工程影響，暫不停靠「新馬路／大豐」、「營地大街」、「草堆街」、「十月初五街」站，臨時停靠「沙欄仔」站。

- 2018年7月3日至8月16日，臨時停靠「十六浦」、「沙欄仔」站。[12]

- 2018年8月1日，本線回復由澳巴經營。

- 2018年8月17日起，新馬路恢復雙向行車，本線恢復原線行駛。

- 2020年1月20日起，“火船頭街”改名為“內港客運碼頭”，並往司打口方向遷移。[13]

- 2020年12月底至2021年4月3日，受慕拉士大馬路下水道工程影響，暫不停靠「東北大馬路／南澳」站，臨時停靠「黑沙環新街／南華」站。
- 2021年2月12至18日，暫停使用「營地大街」及「草堆街」站，改停草堆街（關前正街）之臨時站。
- 2021年8月3日下午至4日凌晨，因應政府啟動分區分級精準防控機制而實施封路措施，暫不停靠“營地大街”、“草堆街”、“十月初五街”、“白鴿巢前地” 、“連勝／鏡湖醫院”，並改停靠“南灣大馬路／時代”、“水坑尾／天神巷”、“高美士中葡中學”、“社會工作局”、“鏡湖醫院”。

- 2021年11月27日起，新增停靠“鄭觀應公立學校”站。[14]

- 2022年6月27日至8月5日，因應沙欄仔街有新建大廈須接駁街渠及水、電、電訊及交通管線等管道，暫不停靠「新馬路／大豐」、「營地大街」、「草堆街」、「十月初五街」、「白鴿巢前地」、「連勝／鏡湖醫院」、「連勝馬路」，並改停靠「十六浦」、“沙梨頭街市”、“沙梨頭海邊街”、“渡船街／婦聯”。[15]

- 2022年7月11日至17日，本線改以特別巴士專線方式營運，僅供特許人士乘搭。另外，在此期間臨時停靠「南灣大馬路／時代」、「水坑尾／高可寧大宅」、「高美士中葡中學」、「社會工作局」、「鏡湖醫院」站，暫不停靠「營地大街」、「草堆街」、「十月初五街」、「白鴿巢前地」、「連勝／鏡湖醫院」站。[16][17]

- 2022年7月18日至22日，因宣佈延長“相對靜止管理”措施，維持上述措施。[18]

- 2022年7月23日起，本線恢復沙欄仔街工程期間改道行駛之臨時安排。[19][20][21]

- 2022年12月3日起，總站調整至“媽閣交通樞紐”，原“媽閣總站”調整為中途站並更名為“西灣湖景大馬路／媽閣碼頭”。[22][23][24][25][26][27]

- 2023年1月19日，因應「初級法院刑事大樓」站長期停用，新增停靠“西灣湖街臨時站”。[28]

## 使用車輛
由於需行駛狹窄的街道，尤其是途經亞婆井前地兩墻寬度不足2.7米路段及十月初五街右轉沙欄仔90度狹窄轉彎位，本線只能採用7米或以下長度的小型巴士行駛。直至中通小巴打破此規限。

### 澳巴時期（舊兩巴時期）
開辦初期至2006年：
- 日產Civilian小巴（主力）
- Toyota Coaster小巴（客席）

2006年至2011年8月1日

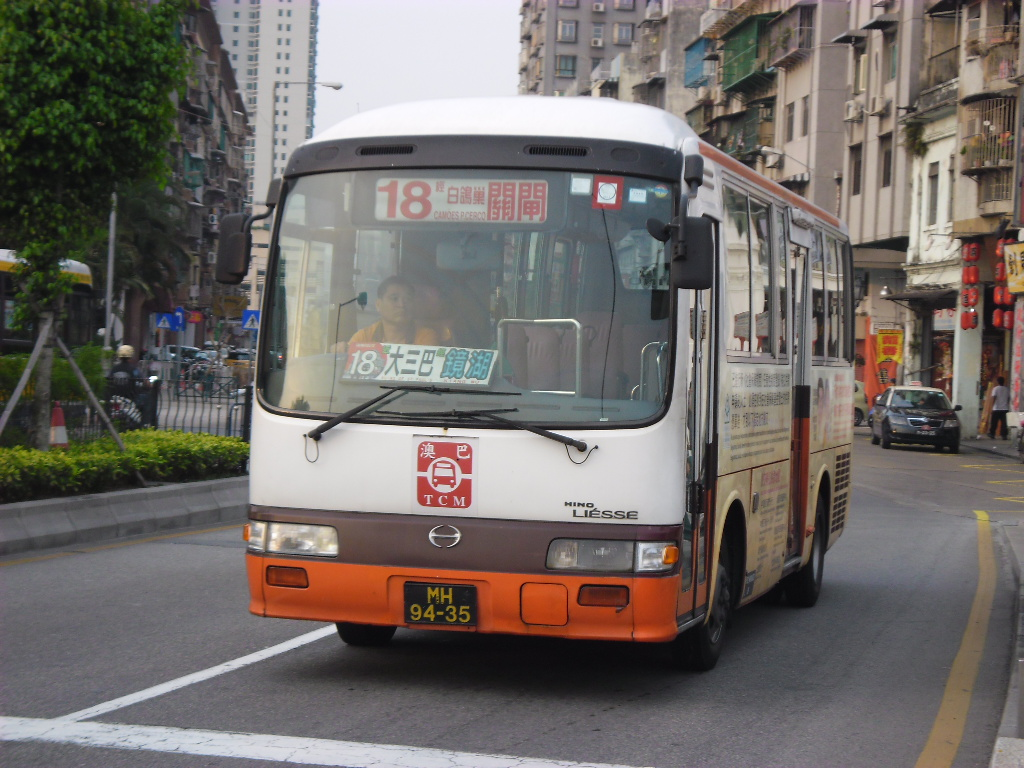
Hino Liesse小型巴士（主力）
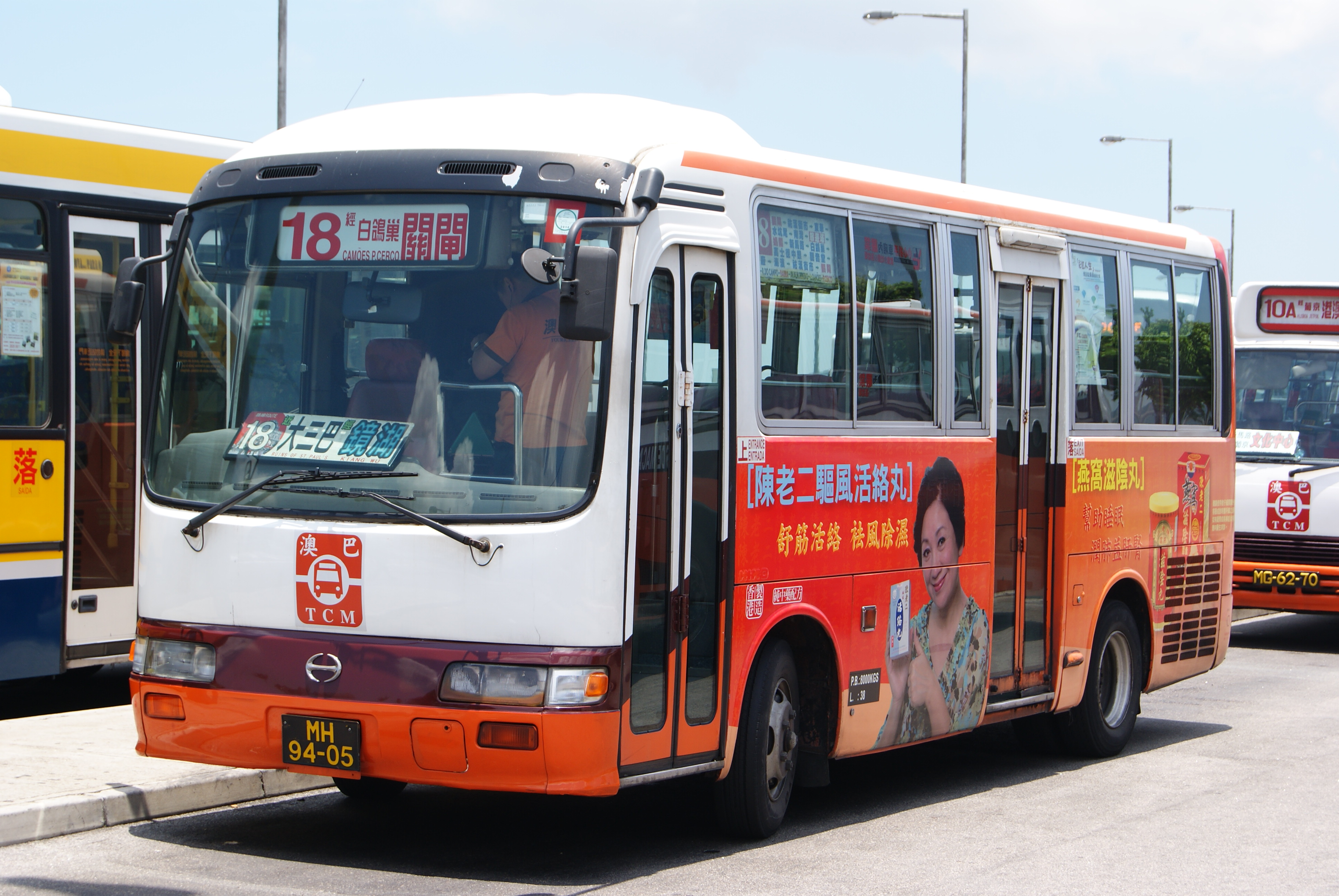
Toyota Coaster小巴（客席）

### 維澳蓮運時期
- 宇通ZK6770HG（俗稱「村村通」）
- 維澳蓮運在2013年，曾派出一輛宇通低地台ZK6790HG1小巴測試車在此線試車，試驗使用該車款的可能性，但礙於風順堂街及十月初五街右轉沙欄仔街的彎位狹窄，該車型較難轉彎。

### 新時代時期

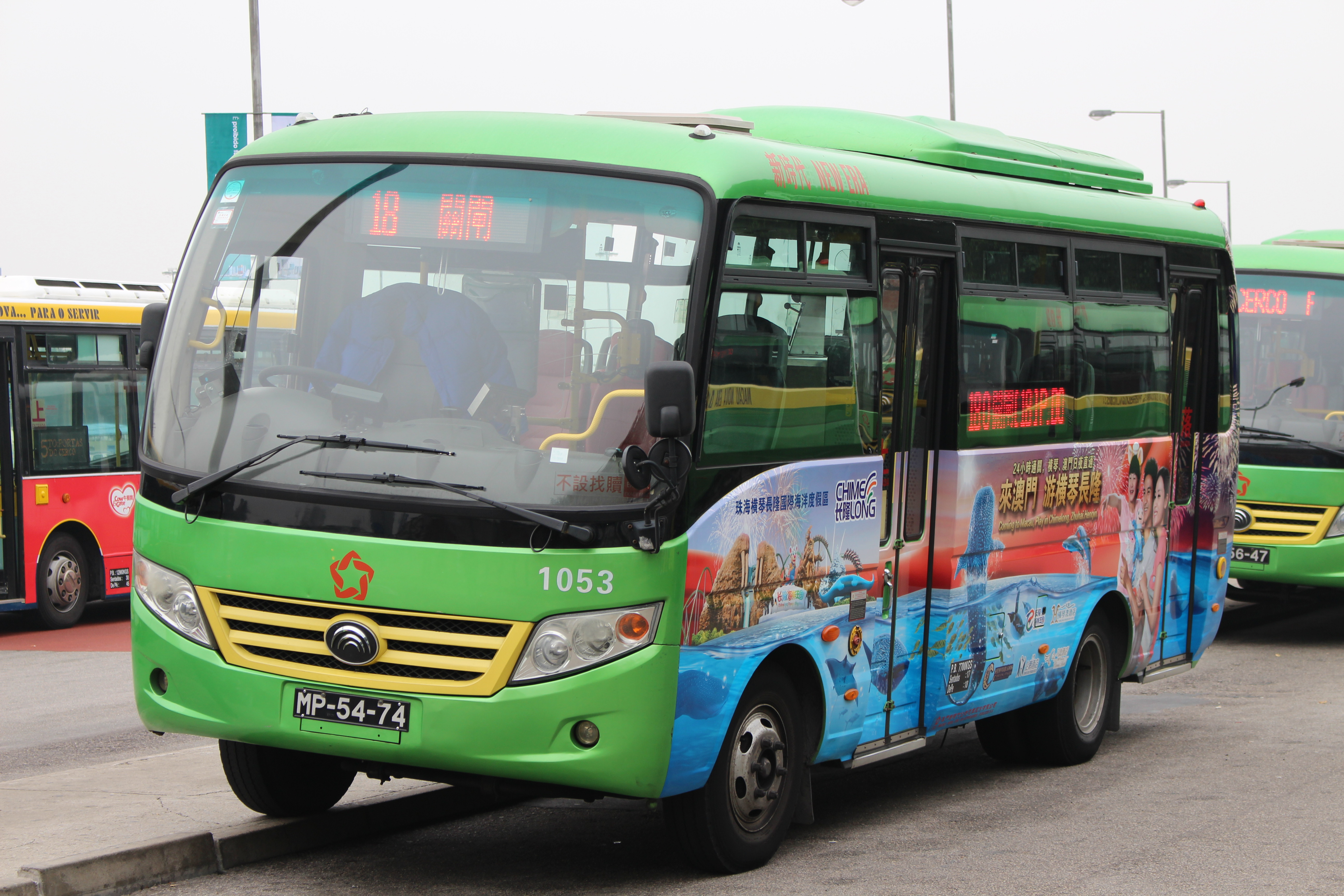
宇通ZK6770HG
- 新時代在2016年初，曾派出一輛三菱Rosa（車隊編號：1093）在此線試車，試驗使用該車款的可能性，但礙於十月初五街右轉沙欄仔街的彎位狹窄，該車型只可勉強通過，再加上轉彎時需要剷上行人道「偷位」才可以成功轉彎，但此舉會令巴士與行人及兩旁建築物發生碰撞，有一定危險性，因此新時代表示暫不會將新車投放於此線。
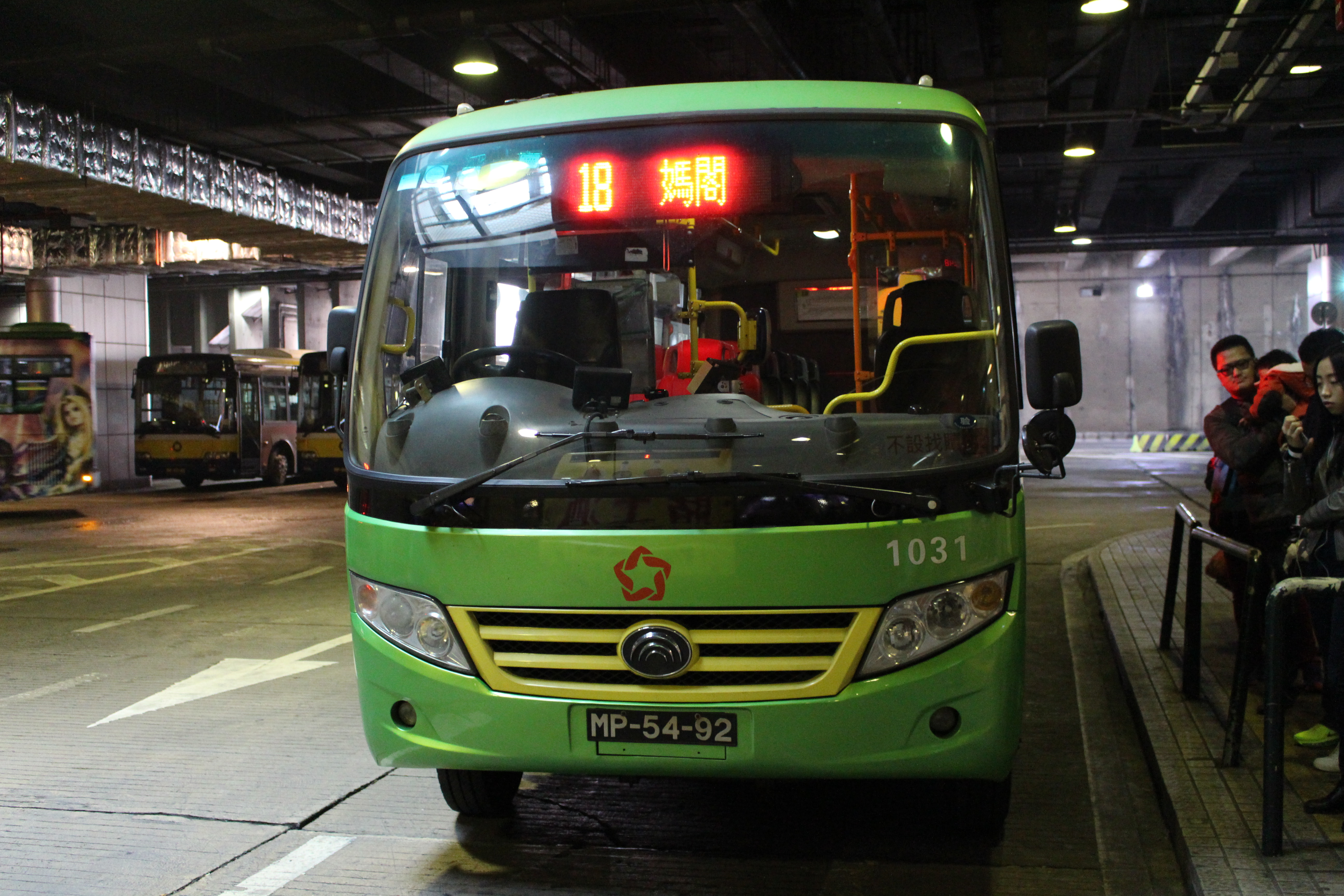
另外，在2018年新時代亦派出青年JNP6772GR小巴測試車在此線試車，試驗使用該車款的可能性，在十月初五街右轉沙欄仔街的彎位狹窄，該車型稍為難轉彎。
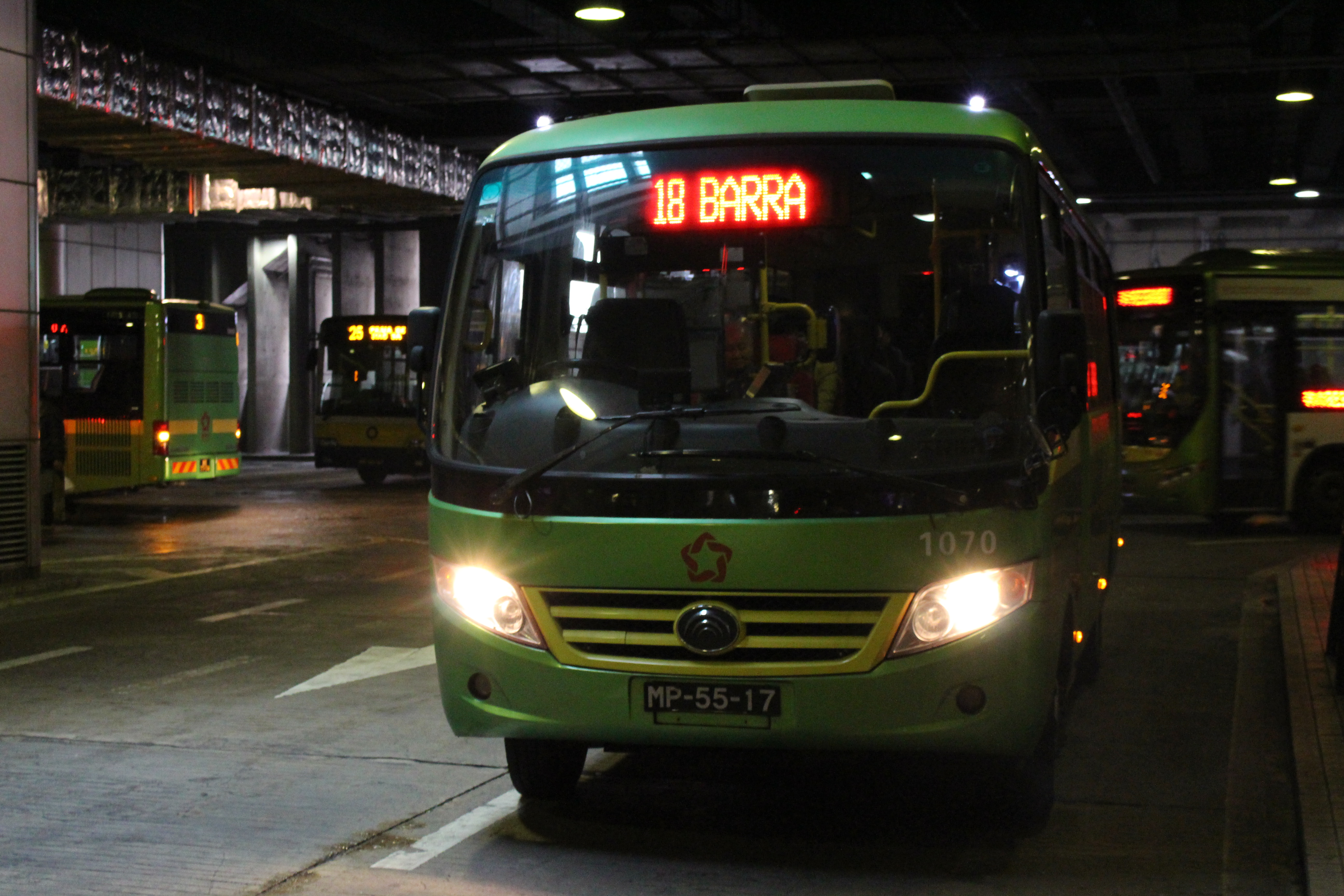
宇通ZK6770HG
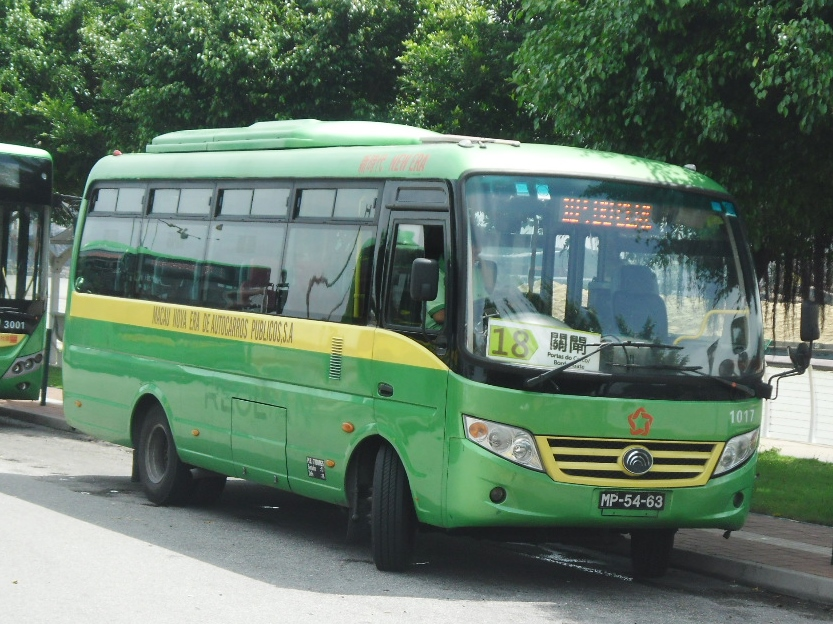
宇通ZK6770HG

### 澳巴時期（新兩巴時期）
2022年2月26日前：

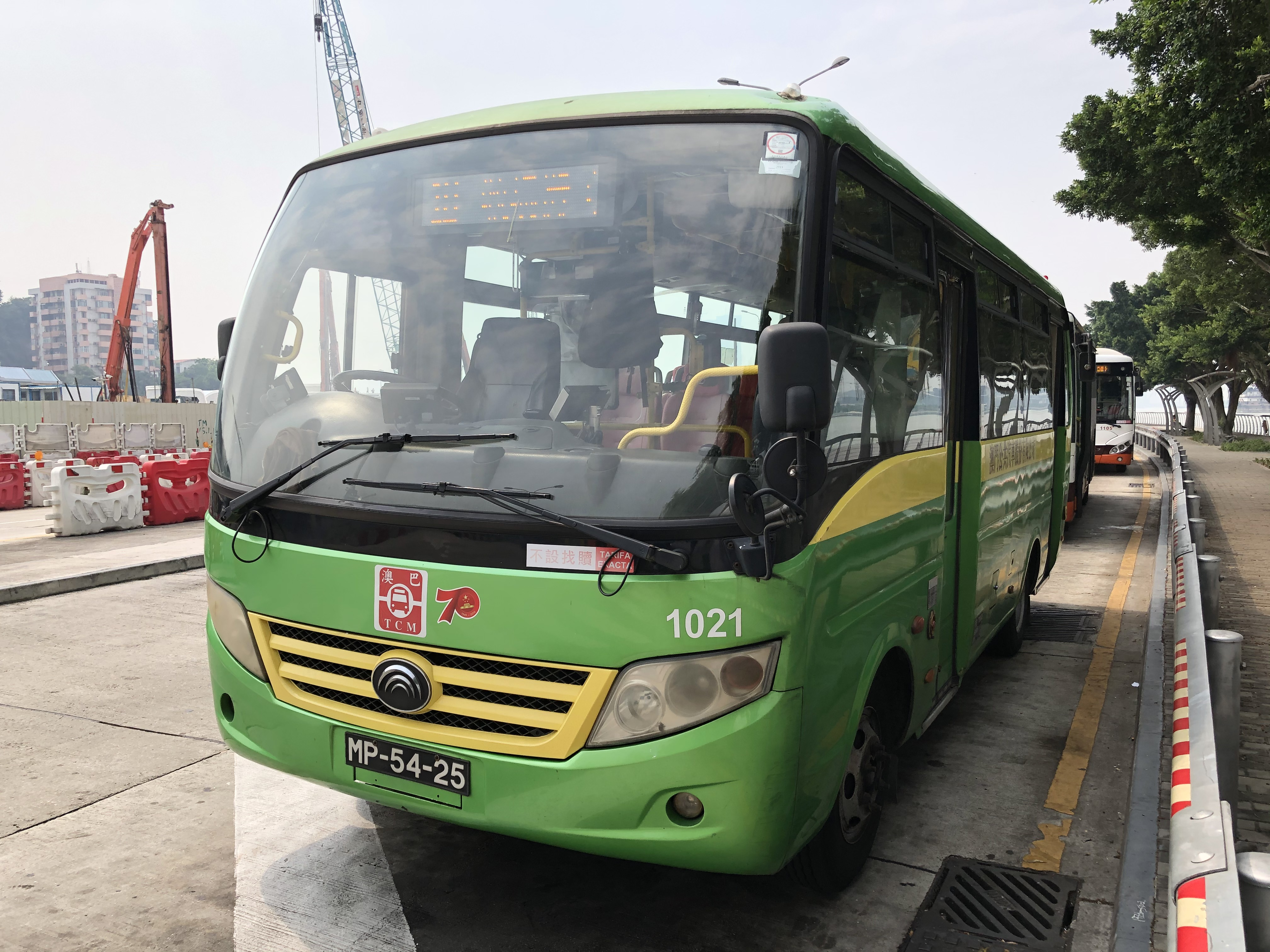
宇通ZK6770HG
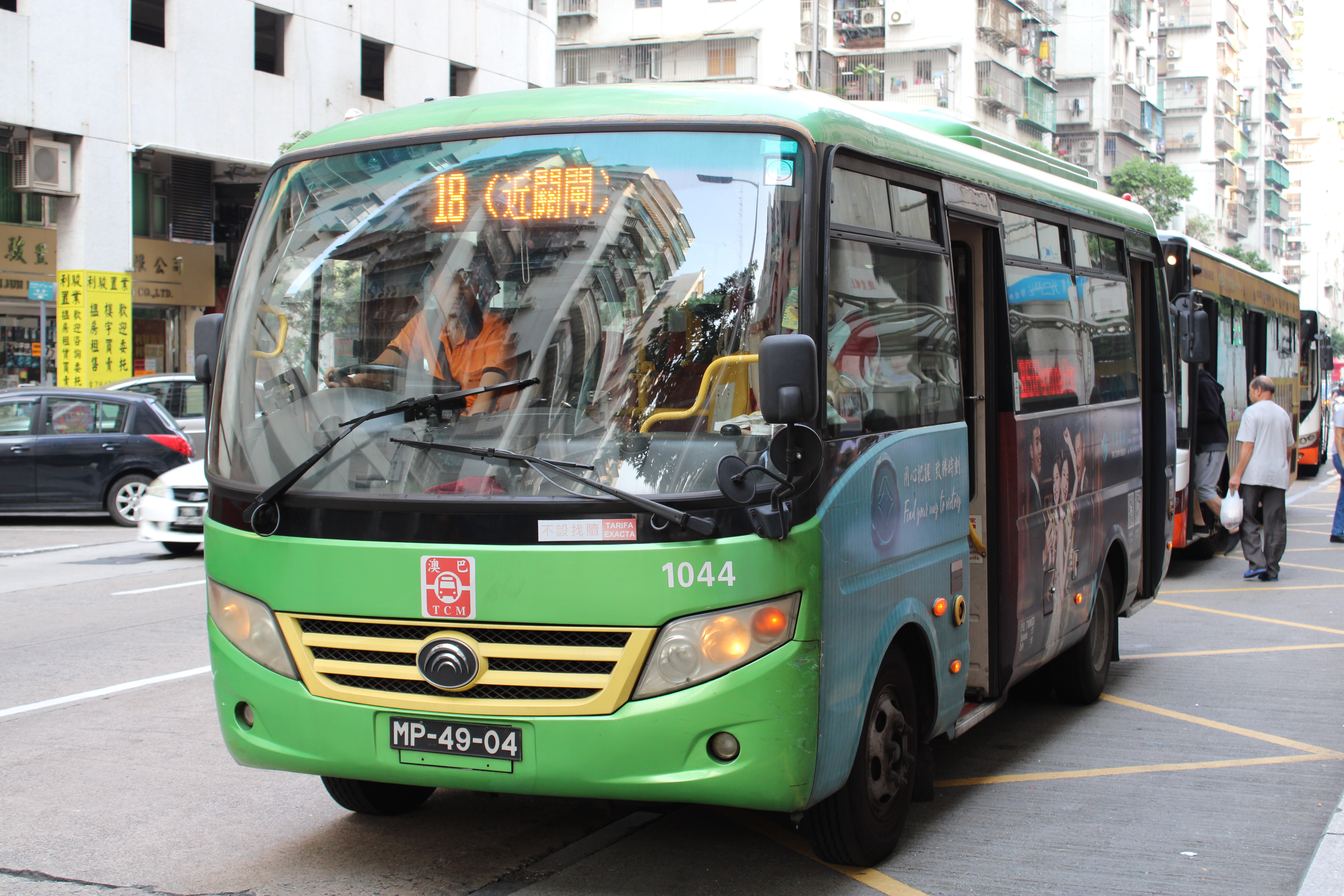
澳巴在2021年初，曾派出一輛廣通汽車GTQ6750SHEVB30增程式電動低地台小巴，每日4小時測試行駛本線。銀隆表示順利行駛於具有代表性的小巴路線特別彎位「十月初五街轉沙欄仔街彎位」，代表著銀隆新能源巴士車型或符合澳門巴士路線的基本路面行駛標準，[29] 銀隆稱是針對澳門獨特環境而設計的一款環保小巴。[30]澳巴董事總經理梁美玲則表示，小巴轉彎度和動力均沒有出現問題，但仍需測試油耗和噪音情況，至於會否引進同款巴士，梁美玲稱將視乎合適的車款再作公開招標。[31]這使澳巴在同年年尾引進7米以上的中通增程式電動低地台小巴。
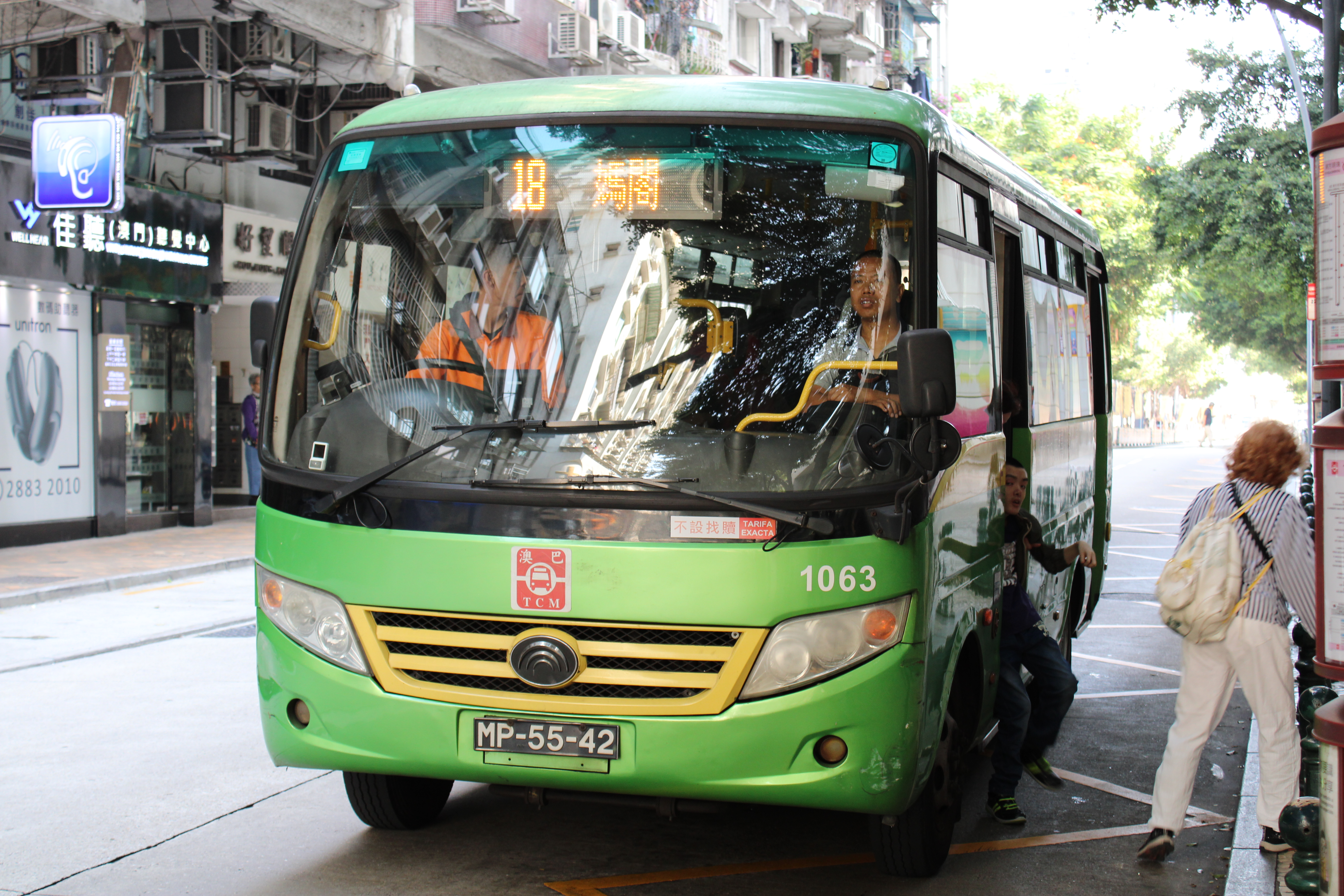
宇通ZK6770HG
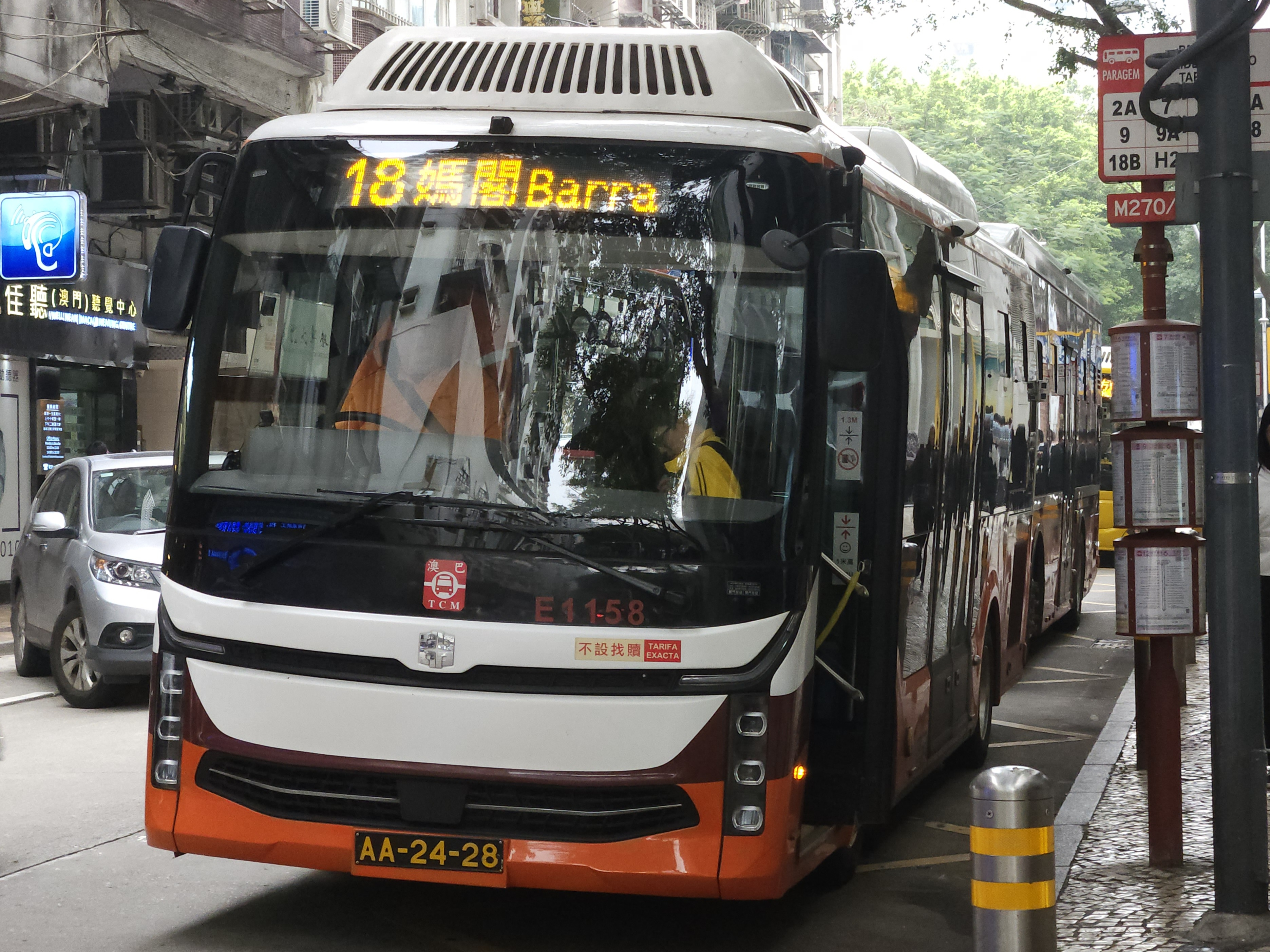
中通LCK6759SHEVG
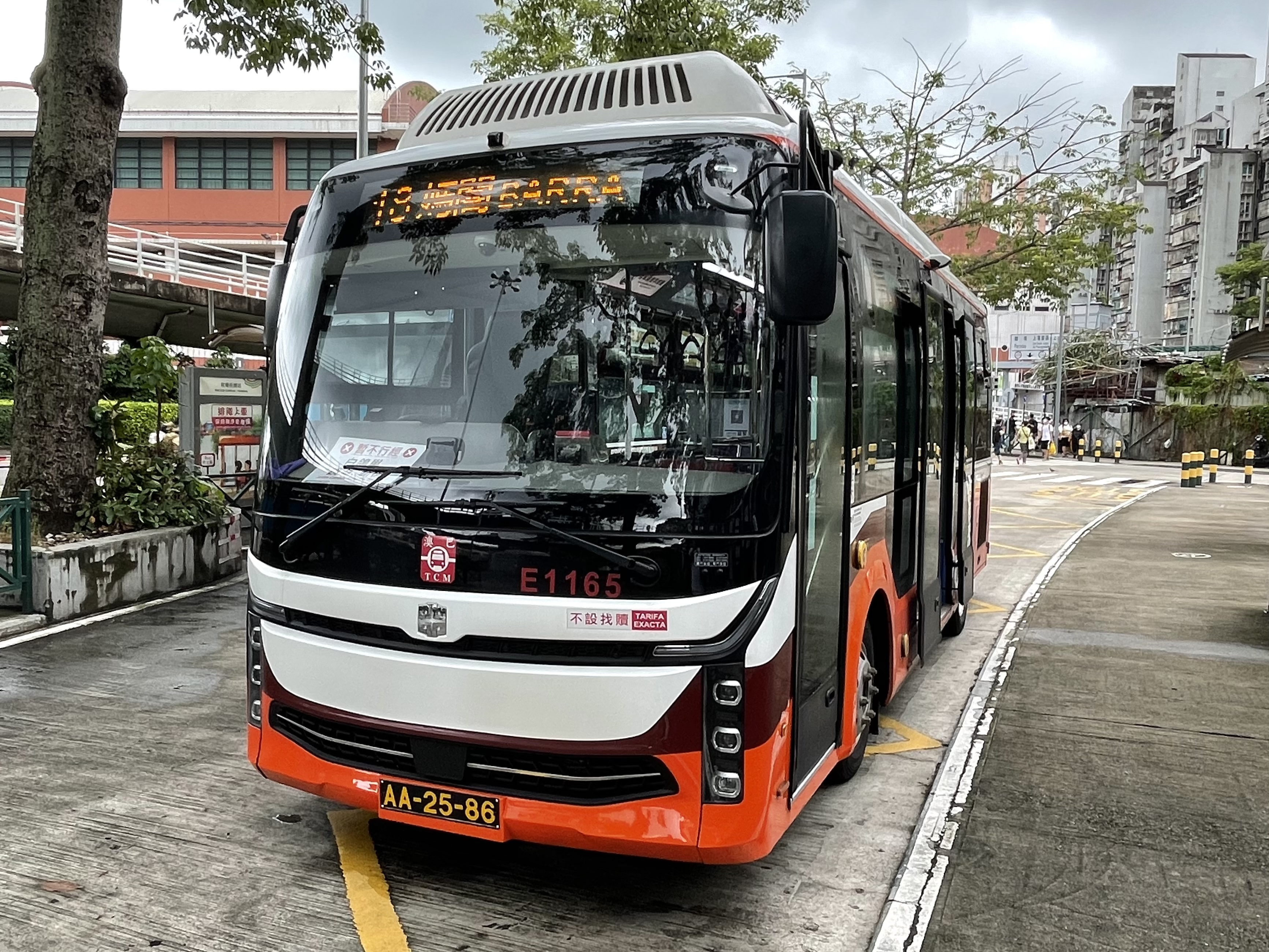
中通LCK6759SHEVG
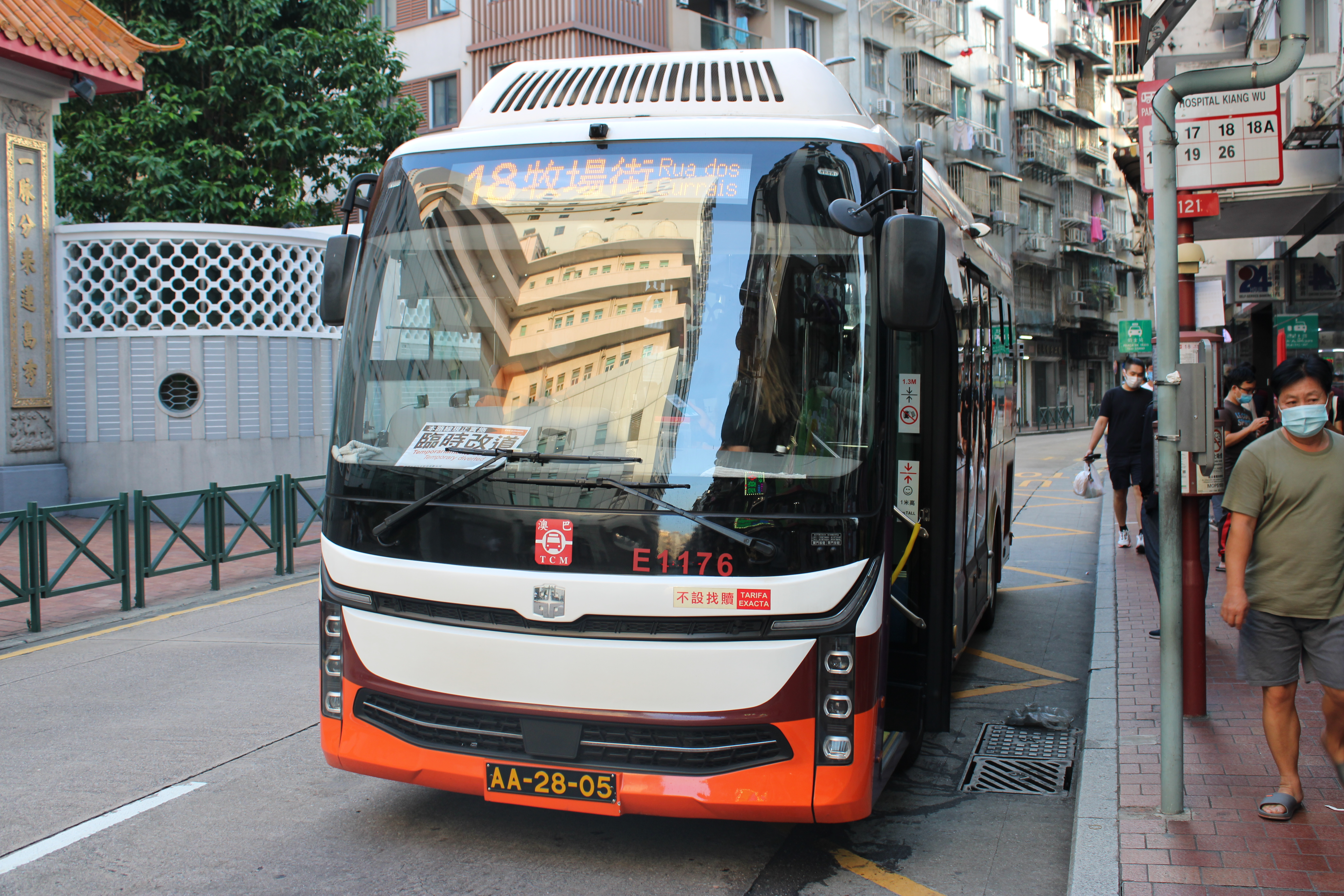
中通LCK6759SHEVG
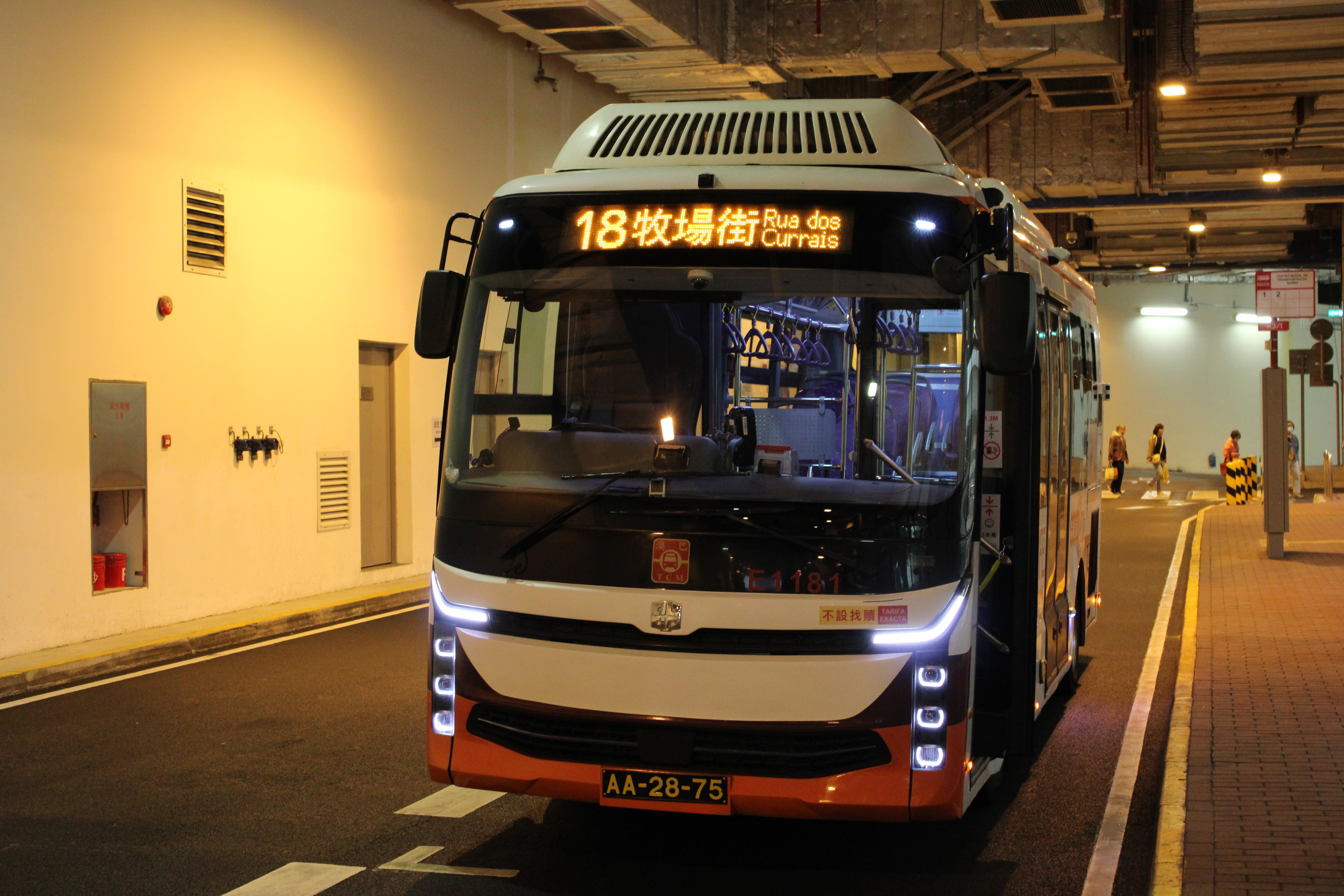
中通LCK6759SHEVG

2022年2月26日後：
- 宇通ZK6770HG
- 中通LCK6759SHEVG

2022年4月30日起：
- 中通LCK6759SHEVG

2022年6月17日-6月20日：
- 中通LCK6759SHEVG
- 宇通ZK6770HG

2022年6月21日起：
- 中通LCK6759SHEVG

2022年7月25日起：
- 中通LCK6759SHEVG
- 三菱Rosa

2022年8月2日起：
- 中通LCK6759SHEVG

## 電牌
| 往關閘方向                   | 往關閘方向 | 往關閘方向 |
| 日期                         | 頭牌       | 圖例       |
| ---------------------------- | ---------- | ---------- |
| 2017年8月23日前              | 關閘       |            |
| 2017年8月23日至2018年4月28日 | 永定街     |            |
| 2018年4月28日起              | 牧場街     |            |
| 往媽閣方向                   |            |            |
| 日期                         | 頭牌       | 圖例       |
| 開線至今                     | 媽閣       |            |

## 路線資料

### 收費
| 收費類別     | 收費類別                      | 收費類別             | 費用 |
| ------------ | ----------------------------- | -------------------- | ---- |
| 現金         | 現金                          | 現金                 | $6.0 |
| 境外支付工具 | 支付寶（內地及香港）          | 支付寶（內地及香港） | $6.0 |
| 境外支付工具 | 雲閃付 非綁定澳門銀聯卡       |                      | $6.0 |
| 境外支付工具 | 微信支付（內地及香港）        |                      | $6.0 |
| 境外支付工具 | 交通聯合 非澳門發行的全國通卡 |                      | $6.0 |
| 境內支付工具 | 澳門通                        | 全民卡               | $3.0 |
| 境內支付工具 | 澳門通                        | 學生卡               | $1.5 |
| 境內支付工具 | 澳門通                        | 長者卡               | 免費 |
| 境內支付工具 | 澳門通                        | 殘疾卡               | 免費 |
| 境內支付工具 | 聚易用＋                      | 聚易用＋             | $3.0 |

### 服務時間及班距
| 服務時間                     | 服務時間     | 星期一至六  | 星期日 （含公眾假期） |
| ---------------------------- | ------------ | ----------- | --------------------- |
| 牧場街總站                   | 牧場街總站   | 06:00-01:10 | 06:00-01:10           |
| 媽閣交通樞紐                 | 媽閣交通樞紐 | 05:45-00:40 | 05:45-00:40           |
| 班距                         | 尖峰         | 14-18分鐘   | 18-22分鐘             |
| 班距                         | 離峰         | 18-22分鐘   | 20-24分鐘             |
| 懸掛8號風球後1小時開出尾班車 |              |             |                       |

### 路線停站
| 18   | 牧場街 ↔ 媽閣 | 牧場街 ↔ 媽閣        | 牧場街 ↔ 媽閣      | 牧場街 ↔ 媽閣 | 牧場街 ↔ 媽閣            | 牧場街 ↔ 媽閣      |
| 序號 | 往程          | 往程                 | 往程               | 返程          | 返程                     | 返程               |
| 序號 | 站號          | 站名                 | 輕軌站／出入境口岸 | 站號          | 站名                     | 輕軌站／出入境口岸 |
| 1    | M18/7         | 牧場街總站           |                    | M3/2          | 媽閣交通樞紐             | 媽閣站             |
| 2    | M4/1          | 鄭觀應公立學校       |                    | M198          | 西灣湖景大馬路／媽閣碼頭 | 媽閣站             |
| 3    | M282          | 永定街               |                    | M183/2        | 河邊新街／凱泉灣         |                    |
| 4    | M220/2        | 祐漢街市             |                    | M140/2        | 河邊新街／李道巷         |                    |
| 5    | M219/2        | 勞動節大馬路         |                    | M137/1        | 內港客運碼頭             | 內港客運碼頭       |
| 6    | M51           | 東北大馬路／廣華     |                    | M135/2        | 新馬路／大豐             |                    |
| 7    | M233          | 東北大馬路／東華     |                    | M141          | 營地大街                 |                    |
| 8    | M47/2         | 新雅馬路／母親會     |                    | M133          | 草堆街                   |                    |
| 9    | M61/2         | 二龍喉公園           |                    | M131          | 十月初五街               |                    |
| 10   | M73/2         | 得勝花園             |                    | M201          | 白鴿巢前地               |                    |
| 11   | M270/2        | 塔石體育館           |                    | M121          | 連勝／鏡湖醫院           |                    |
| 12   | M153/2        | 水坑尾／公共行政大樓 |                    | M87           | 連勝馬路                 |                    |
| 13   | M173/2        | 約翰四世大馬路       |                    | M86           | 渡船街／俾利喇街         |                    |
| 14   | M187          | 區華利前地           |                    | M92           | 俾利喇／高士德           |                    |
| 15   | M199          | 南灣湖景大馬路       |                    | M104          | 觀音堂                   |                    |
| 16   | M177          | 澳門旅遊塔           |                    | M46/2         | 鮑思高球場               |                    |
| 17   | M176          | 初級法院刑事大樓     |                    | M54           | 電力公司                 |                    |
| 18   | M181          | 燒灰爐               |                    | M55           | 東北大馬路／南澳         |                    |
| 19   | M180          | 風順堂街             |                    | M206/2        | 黑沙環新街／建華         |                    |
| 20   | M191          | 亞婆井前地           |                    | M246          | 永華街                   |                    |
| 21   | M174          | 海事及水務局         |                    | M276          | 馬場海邊馬路             |                    |
| 22   | M203/1        | 媽閣廟站             |                    | M18/7         | 牧場街總站               |                    |
| 23   | M3/2          | 媽閣交通樞紐         | 媽閣站             |               |                          |                    |

### 賽車期間路線停站
| 18   | 牧場街 ↔ 媽閣 | 牧場街 ↔ 媽閣        | 牧場街 ↔ 媽閣 | 牧場街 ↔ 媽閣            |
| 序號 | 往程          | 往程                 | 返程          | 返程                     |
| 序號 | 站號          | 站名                 | 站號          | 站名                     |
| 1    | M18           | 牧場街總站           | M3            | 媽閣交通樞紐             |
| 2    | M4            | 鄭觀應公立學校       | M198          | 西灣湖景大馬路／媽閣碼頭 |
| 3    | M282          | 永定街               | M183          | 河邊新街／凱泉灣         |
| 4    | M220          | 祐漢街市             | M140          | 河邊新街／李道巷         |
| 5    | M219          | 勞動節大馬路         | M137          | 內港客運碼頭             |
| 6    | M51           | 東北大馬路／廣華     | M135          | 新馬路／大豐             |
| 7    | M233          | 東北大馬路／東華     | M141          | 營地大街                 |
| 8    | M47           | 新雅馬路／母親會     | M133          | 草堆街                   |
| 9    | M61           | 二龍喉公園           | M131          | 十月初五街               |
| 10   | M73           | 得勝花園             | M201          | 白鴿巢前地               |
| 11   | M270          | 塔石體育館           | M121          | 連勝／鏡湖醫院           |
| 12   | M153          | 水坑尾／公共行政大樓 | M87           | 連勝馬路                 |
| 13   | M173          | 約翰四世大馬路       | M86           | 渡船街／俾利喇街         |
| 14   | M187          | 區華利前地           | M92           | 俾利喇／高士德           |
| 15   | M199          | 南灣湖景大馬路       | M104          | 觀音堂                   |
| 16   | M177          | 澳門旅遊塔           | M43           | 螺絲山公園               |
| 17   | M176          | 初級法院刑事大樓     | M40           | 福海花園                 |
| 18   | M181          | 燒灰爐               | M234          | 東北大馬路／海濱         |
| 19   | M180          | 風順堂街             | M206          | 黑沙環新街／建華         |
| 20   | M191          | 亞婆井前地           | M246          | 永華街                   |
| 21   | M174          | 海事及水務局         | M276          | 馬場海邊馬路             |
| 22   | M203          | 媽閣廟站             | M18           | 牧場街總站               |
| 23   | M3            | 媽閣交通樞紐         |               |                          |

- 粗體字為大賽車期間臨時停靠站點

## 爭議
- 自18B路線開設後，本線班距由5-8分鐘下調至16-24分鐘，對於風順堂街、萬里長城、營地大街、十月初五街一帶的乘客使用巴士出行造成較大程度上的影響。[32]

- 2020年9月30日，澳巴董事總經理梁美玲在澳門電台澳門講場上表示，現時澳巴仍在在各巴士生產商尋找合適澳門使用的小巴，特別應付本線由十月初五街轉入沙欄仔街的路口，但未來若真的找不到合適車型，或會考慮申請調整本線行程。[33] 有不少市民不滿巴士公司為轉用更大車型，而犠牲舊區市民出行需要而進行改路線，並表示過去數十年來一直都有合適小巴行駛本線，質問為何現在卻因找不到合適小巴而調整路線。後來澳巴在2021年年初經測試廣通小巴後，在年尾引進中通小巴，解決沒有合適車型行駛本線的問題。

## 重大意外
- 2006年8月24日，澳巴一輛行駛本線的小巴懷疑沒有遵守讓先標誌，駛至俾利喇街與高士德大馬路交界時與一輛重型機車相撞，男騎士被撞至飛起，受傷送院。在場目擊居民向到場採訪記者指責澳巴在路口處不收油，仍以較快車速行駛，導致意外發生。

- 2007年3月31日20:00左右，澳巴行駛本線的一輛日野RX4JFKA型號小巴自關閘總站開出，在總站內懷疑失控，車頭猛撞向一柱墩，導致車上11名乘客受輕傷。由於事故傷者較多，消防需要啟動緊急應變機制，派出3輛救護車到場將傷者送院。其中1名女子疑受驚過度，在等待送院期間一度暈倒。肇事巴士車頭損毀嚴重，登車門被撞飛。[34]

- 2019年7月11日22:00左右，一輛宇通ZK6770HG（車隊編號：1063）懷疑急刹不住，在十月初五日街近皇子街位置與一架七人客車相撞。

## 圖片集

### 澳巴時期（舊兩巴時期）
- Hino RX
- Hino RX

### 新時代時期
- 宇通ZK6770HG
- 宇通ZK6770HG
- 宇通ZK6770HG
- 宇通ZK6770HG

### 澳巴時期（新兩巴時期）
- 宇通ZK6770HG
- 宇通ZK6770HG
- 宇通ZK6770HG
- 中通LCK6759SHEVG
- 中通LCK6759SHEVG
- 中通LCK6759SHEVG
- 中通LCK6759SHEVG

## 外部連結
- 澳門公共汽車股份有限公司（官方網站） （页面存档备份，存于）